# Phi vụ triệu đô
Phi vụ triệu đô (tựa tiếng Anh: Money Heist, tựa gốc tiếng Tây Ban Nha: La casa de papel, [la ˈkasa ðe paˈpel]) là một bộ phim truyền hình chính kịch tội phạm đề tài trộm cướp của Tây Ban Nha do Álex Pina sáng tạo. Loạt phim xoay quanh hai vụ cướp, một ở Xưởng in tiền Hoàng gia Tây Ban Nha và một ở Ngân hàng Tây Ban Nha, do Giáo sư (Álvaro Morte) lên kế hoạch từ lâu và nắm quyền lãnh đạo. Phim diễn biến theo thời gian thực và được tăng độ phức tạp bằng những đoạn hồi tưởng, nhảy cóc thời gian, động cơ ẩn của nhân vật và một người kể chuyện không đáng tin cậy – nhân vật Tokyo (Úrsula Corberó).
Phi vụ triệu đô vốn được nhà sáng lập Pina dự định là một bộ phim truyền hình ngắn tập có hai phần. Với 15 tập phim, tác phẩm công chiếu lần đầu trên kênh truyền hình Antena 3 của Tây Ban Nha từ ngày 2 tháng 5 năm 2017 đến ngày 23 tháng 11 cùng năm. Netflix có được bản quyền chiếu phim trên toàn cầu vào cuối năm 2017. Hãng này chia lại loạt phim thành 22 tập với thời lượng ngắn hơn và phát hành tác phẩm trên toàn thế giới: phần đầu tiên vào ngày 20 tháng 12 năm 2017 và phần thứ hai vào ngày 6 tháng 4 năm 2018. Tháng 4 năm 2018, Netflix chi một khoản ngân sách lớn hơn đáng kể so với các phần phim trước để sản xuất hai phần tiếp theo của loạt phim. Phần 3 với tám tập được phát hành vào ngày 19 tháng 7 năm 2019, còn phần 4 cũng gồm tám tập công chiếu vào ngày 3 tháng 4 năm 2020. Cùng ngày, Netflix phát hành tập phim tài liệu Phi vụ triệu đô: Một hiện tượng (tiếng Tây Ban Nha: La casa de papel: El Fenómeno), có sự tham gia của các nhà sản xuất và dàn diễn viên. Tháng 7 năm 2020, Netflix làm mới loạt phim với phần thứ năm, cũng là phần cuối cùng, dự kiến phát hành thành hai phần nhỏ, mỗi phần năm tập, vào ngày 3 tháng 9 và ngày 3 tháng 12 năm 2021. Tương tự với Phi vụ triệu đô: Một hiện tượng, một bộ phim tài liệu gồm hai phần có sự tham gia của các nhà sản xuất và dàn diễn viên được công chiếu cùng ngày trên Netflix, mang tựa đề Phi vụ triệu đô: Từ Tokyo đến Berlin. Loạt phim được quay ở Madrid, Tây Ban Nha. Những phần quan trọng còn được quay ở Panama, Thái Lan, Ý (Florence), Đan Mạch và Bồ Đào Nha (Lisbon). Một bản làm lại/tiếp nối câu chuyện lấy bối cảnh ở cùng một thế giới, Phi vụ triệu đô: Hàn Quốc - Khu vực Kinh tế chung, được phát hành vào ngày 24 tháng 6 năm 2022, trong khi phần spin-off, Berlin, đang trong quá trình phát triển.
Phi vụ triệu đô nhận được một số giải thưởng bao gồm Phim chính kịch hay nhất tại lễ trao giải Emmy quốc tế lần thứ 46 và được giới phê bình đánh giá cao nhờ cốt truyện tinh vi, xung đột giữa các nhân vật, hướng đi, cũng như việc mang lại làn gió mới cho màn ảnh nhỏ Tây Ban Nha. Ca khúc tiếng Ý mang thông điệp chống phát xít "Bella ciao" xuất hiện nhiều lần trong suốt loạt phim đã trở thành một bản hit mùa hè tại châu Âu vào năm 2018. Tính đến năm 2018, đây là loạt phim không nói tiếng Anh có lượt xem lớn nhất và là một trong những loạt phim được xem nhiều nhất trên Netflix, ngoài ra phim cũng thu hút nhiều phản hồi từ khán giả châu Âu vùng Địa Trung Hải và khu vực Mỹ Latinh.

## Nội dung
Lấy bối cảnh ở Madrid, có một người đàn ông bí ẩn tự xưng là "Giáo sư" ("The Professor") chiêu mộ một nhóm tám người để thực hiện kế hoạch đầy tham vọng của mình: đột nhập vào Xưởng in tiền Hoàng gia Tây Ban Nha và trốn ra với 2,4 tỷ EUR. Họ gọi nhau bằng mật danh là tên các thành phố trên thế giới. Băng nhóm này đã giữ 67 người làm con tin bên trong xưởng và dự định sẽ cố thủ tại đây trong 11 ngày để in tiền, đồng thời cũng phải đối phó với lực lượng cảnh sát tinh nhuệ. Sau phi vụ đầu tiên, một số sự việc xảy ra khiến cả nhóm vốn đang ẩn náu buộc phải chuẩn bị tiến hành vụ trộm thứ hai, lần này là tại Ngân hàng Tây Ban Nha, nơi họ tiếp tục phải đối phó với các con tin và lực lượng cảnh sát.

## Diễn viên và nhân vật

### Vai chính
- Úrsula Corberó vai Silene Oliveira (Tokyo): một tên cướp khi đang bỏ trốn thì được Giáo sư chiêu mộ để tham gia vào kế hoạch của anh; cô cũng đóng vai trò là người kể chuyện không đáng tin cậy
- Álvaro Morte trong vai Sergio Marquina (Giáo sư) / Salvador "Salva" Martín: chủ mưu của vụ trộm và là người đã tập hợp các thành viên trong nhóm, là em trai của Berlin
- Itziar Ituño trong vai Raquel Murillo (Lisbon): nữ thanh tra của Quân đoàn Cảnh sát Quốc gia, người được giao phụ trách vụ án tại Xưởng in tiền Hoàng gia nhưng sau này đã gia nhập băng nhóm
- Pedro Alonso trong vai Andrés de Fonollosa (Berlin): một tên trộm đồ trang sức bị bệnh nan y, là phó chỉ huy của nhóm trong phi vụ đầu tiên và là anh trai của Giáo sư
- Paco Tous trong vai Agustín Ramos (Moscow; phần 1–2; xuất hiện ngắn trong phần 3–4): một cựu thợ mỏ chuyển sang phạm tội, là cha của Denver
- Alba Flores trong vai Ágata Jiménez (Nairobi) (phần 1–4): một chuyên gia làm giả giấy tờ, phụ trách việc in tiền và giám sát quá trình nấu chảy vàng
- Miguel Herrán trong vai Aníbal Cortés (Rio): một hacker trẻ tuổi, người sau này trở thành bạn trai của Tokyo
- Jaime Lorente trong vai Ricardo / Daniel[c] Ramos (Denver): một thành viên băng trộm, là con trai của Moscow
- Esther Acebo vai Mónica Gaztambide (Stockholm): một con tin ở Xưởng in tiền Hoàng gia, là thư ký và tình nhân đang mang thai đứa con của Arturo Román, nhưng trong vụ cướp, cô phải lòng Denver và trở thành đồng phạm của nhóm trộm
- Enrique Arce trong vai Arturo Román: một con tin trong cả hai vụ trộm, là cựu giám đốc Xưởng in tiền Hoàng gia
- María Pedraza vai Alison Parker (phần 1–2): một con tin ở Xưởng in tiền Hoàng gia, là con gái của đại sứ Anh tại Tây Ban Nha
- Darko Perić trong vai Mirko Dragic (Helsinki): một cựu chiến binh người Serbia, là anh họ của Oslo
- Kiti Mánver vai Mariví Fuentes (phần 1–2; xuất hiện ngắn trong phần 3–4): mẹ của Raquel
- Hovik Keuchkerian vai Bogotá (phần 3–nay): một chuyên gia luyện kim tham gia vụ cướp tại Ngân hàng Tây Ban Nha
- Rodrigo de la Serna trong vai Martín Berrote (Palermo / Kỹ sư; phần 3–nay): một cậu bạn cũ người Argentina của Berlin, người cùng anh lên kế hoạch cho vụ cướp Ngân hàng Tây Ban Nha và thay thế anh cho vị trí chỉ huy
- Najwa Nimri trong vai Alicia Sierra (phần 3–nay): nữ thanh tra của Quân đoàn Cảnh sát Quốc gia hiện đang mang thai, người phụ trách vụ án tại Ngân hàng Tây Ban Nha
- Luka Peroš vai Marseille (phần 4–nay; xuất hiện ngắn trong phần 3): một thành viên của nhóm trong vụ cướp Ngân hàng Tây Ban Nha người Croatia
- Belén Cuesta vai Julia (Manila; phần 4–nay; xuất hiện ngắn trong phần 3): con đỡ đầu của Moscow và là người bạn thời thơ ấu của Denver; cô là một phụ nữ chuyển giới tham gia vào băng nhóm và đóng giả làm con tin trong vụ cướp Ngân hàng Tây Ban Nha
- Fernando Cayo trong vai Đại tá Luis Tamayo (phần 4–nay; vai phụ trong phần 3): một thành viên của Cục Tình báo Tây Ban Nha tham gia xử lý vụ trộm tại ngân hàng

### Vai phụ
- Roberto García Ruiz trong vai Dimitri Mostovói / Radko Dragic[d] (Oslo; phần 1–2; xuất hiện ngắn trong phần 3–4): một cựu chiến binh người Serbia, là anh họ của Helsinki
- Fernando Soto trong vai Ángel Rubio (phần 1–2; xuất hiện ngắn trong phần 3–4): một phó thanh tra cấp dưới của Raquel
- Juan Fernández trong vai Đại tá Luis Prieto (phần 1–2; xuất hiện ngắn trong phần 3–4): một thành viên của Cục Tình báo Tây Ban Nha tham gia xử lý vụ trộm tại Xưởng in tiền Hoàng gia
- Anna Gras trong vai Mercedes Colmenar (phần 1–2): một con tin ở Xưởng in tiền Hoàng gia, là giáo viên của Alison
- Fran Morcillo vai Pablo Ruiz (phần 1): một con tin ở Xưởng in tiền Hoàng gia, là bạn cùng trường của Alison
- Clara Alvarado vai Ariadna Cascales (phần 1–2): một trong những con tin làm việc ở Xưởng in tiền Hoàng gia
- Mario de la Rosa vai Suárez: chỉ huy trưởng của lực lượng cảnh sát đặc nhiệm
- Miquel García Borda trong vai Alberto Vicuña (phần 1–2; xuất hiện ngắn trong phần 4): chồng cũ của Raquel, là một chuyên gia giám định pháp y
- Naia Guz trong vai Paula Vicuña Murillo: con gái của Raquel và Alberto
- José Manuel Poga trong vai César Gandía (phần 4; xuất hiện ngắn trong phần 3): giám đốc an ninh của Ngân hàng Tây Ban Nha, là một con tin gây ra tai hoạ cho nhóm trộm
- Antonio Romero vai Benito Antoñanzas (phần 3–4): trợ lý của Đại tá Tamayo, người được Giáo sư thuyết phục để giúp anh một số việc
- Pep Munné trong vai Mario Urbaneja (xuất hiện ngắn trong phần 3–4): thống đốc Ngân hàng Tây Ban Nha
- Olalla Hernández trong vai Amanda (xuất hiện ngắn trong phần 3–4): một con tin ở Ngân hàng Tây Ban Nha, người bị Arturo quấy rối tình dục
- Mari Carmen Sánchez trong vai Paquita (xuất hiện ngắn trong phần 3–4): một con tin ở Ngân hàng Tây Ban Nha; vốn là y tá, bà chăm sóc cho Nairobi khi cô đang hồi phục
- Carlos Suárez trong vai Miguel Fernández (xuất hiện ngắn trong phần 3–4): một con tin ở Ngân hàng Tây Ban Nha, thường hay lo lắng
- Ramón Agirre vai Benjamín (xuất hiện ngắn trong phần 4): cha ruột của Manila, người hỗ trợ Giáo sư thực hiện kế hoạch
- Ahikar Azcona trong vai Matías Caño (xuất hiện ngắn trong phần 3–4): một thành viên của băng nhóm, chủ yếu giúp việc canh giữ con tin
- Antonio García Ferreras vai chính mình (xuất hiện ngắn trong phần phần 4): một nhà báo

## Sản xuất

### Ý tưởng và kịch bản
—Biên kịch Esther Martinez Lobato, tháng 10 năm 2018
Nhà biên kịch Álex Pina cùng đạo diễn Jesús Colmenar đã "thai nghén" nên loạt phim trong khoảng thời gian dài họ cùng hợp tác từ năm 2008. Sau khi hoàn thành hai mùa đầu của loạt phim truyền hình đề tài nhà tù Vis a vis, họ rời Globomedia để thành lập công ty sản xuất của riêng mình, lấy tên là Vancouver Media. Với dự án đầu tiên của mình, bộ đôi dự định hoặc quay một bộ phim hài hoặc đưa một vụ cướp "hoàn hảo" lên màn ảnh nhỏ—điều chưa từng có trong lịch sử truyền hình Tây Ban Nha. Cùng với các đồng nghiệp từ Vis a vis, Pina và Colmenar đã phát triển nên Phi vụ triệu đô như là một dự án mà họ thực sự yêu thích và muốn thực hiện chứ không phải vì lợi nhuận, một dự án giúp họ có thể thử sức với những điều mới lạ mà không bị can thiệp từ bên ngoài. Pina tỏ ra kiên định trong việc thực hiện một loạt phim ngắn tập vì nhận thấy việc "pha loãng" đã trở thành một vấn đề trong các tác phẩm trước đây của ông.
Loạt phim có cái tên là Los Desahuciados khi còn trong giai đoạn "thai nghén". Sự ra đời của tác phẩm là để phá vỡ những quy tắc thông thường của dòng phim trộm cướp và kết hợp được các yếu tố hành động, ly kỳ và siêu thực nhưng không mang lại cảm giác khó tin. Pina thấy rằng lợi thế của một loạt phim là có thể phát triển nhân vật thông qua những phân đoạn kể chuyện dài, qua đó các nhân vật được thể hiện một cách đa chiều và phá bỏ định kiến của khán giả về những vai phản diện, đồng thời cũng tạo sự thu hút cho người xem trong suốt loạt phim. Những yếu tố quan trọng của cốt truyện đã có trong kịch bản ngay từ đầu, trong khi đó các thành phần của câu chuyện được phát triển dần dần để không tạo áp lực lên biên kịch. Biên kịch Javier Gómez Santander so sánh quá trình viết kịch bản với cách Giáo sư suy nghĩ: "đi vòng quanh, viết ra các phương án, hỏi ý kiến chuyên gia nhưng chính bạn cũng không hiểu tại sao mình lại hỏi họ như vậy". Santander cũng lưu ý rằng khi viết một tác phẩm hư cấu, phe cảnh sát có thể được xây dựng một cách ngờ nghệch hơn thực tế nếu cần.
Loạt phim dự kiến bấm máy vào tháng 1 năm 2017, do đó có năm tháng dành cho quá trình tiền sản xuất. Câu chuyện được chia làm hai phần do vấn đề về tài chính. Tờ ABC của Tây Ban Nha so sánh mật danh đặt theo tên thành phố của băng trộm với mật danh dựa trên màu sắc trong phim điện ảnh cũng về đề tài trộm cướp năm 1992 của Quentin Tarantino có tên Reservoir Dogs. Pina tiết lộ họ đã chọn ra các mật danh trong phần 1 một cách ngẫu nhiên, trong khi đó những nơi có lượng người xem cao được cân nhắc khi lựa chọn tên cho các thành viên mới trong phần 3. Những nhà biên kịch mất tới một tháng để viết năm dòng đầu tiên của kịch bản vì họ gặp khó khăn trong việc đưa Giáo sư hoặc Moscow làm người dẫn chuyện. Nhân vật Tokyo với tư cách là một người kể chuyện không đáng tin cậy cùng những đoạn hồi tưởng và cóc nhảy thời gian đã giúp tăng độ phức tạp cho câu chuyện, nhưng đồng thời cũng khiến cốt truyện trở nên trôi chảy hơn trong mắt khán giả. Riêng tập thí điểm đã cần tới hơn 50 phiên bản kịch bản vì các nhà sản xuất muốn nó đạt đến độ hoàn hảo. Về sau kịch bản phim được hoàn thành mỗi tuần một tập để kịp với quá trình ghi hình.

### Tuyển vai
Quá trình tuyển vai diễn ra vào cuối năm 2016, kéo dài hơn hai tháng. Các nhân vật chưa được hoàn thiện một cách chi tiết khi quá trình này mới bắt đầu mà được hình thành dựa trên màn thể hiện của các diễn viên. Hai đạo diễn tuyển vai Eva Leira và Yolanda Serrano muốn tìm các diễn viên có khả năng vào vai những tên cướp biết đồng cảm với người khác, đồng thời họ cũng phải trông "thật" khi đóng vai người thân. Antena 3 công bố dàn diễn viên vào tháng 3 năm 2017 và sau này đã phát hành đoạn trích thử vai của hầu hết các diễn viên trong chương trình trò chuyện chiếu ngay sau mỗi tập phim có tên Tercer Grado, cũng như đăng tải trên trang web chính thức của kênh truyền hình này.
Giáo sư được xây dựng là một nhân vật phản diện đầy thu hút nhưng lại nhút nhát, người có thể thuyết phục nhóm trộm nghe theo mình và khiến khán giả cảm thông với cuộc đấu tranh của cả nhóm chống lại sự uy quyền của những nơi chứa tiền. Tuy nhiên, việc xây dựng vai Giáo sư mang lại nhiều khó khăn vì đây là một nhân vật khác thường và các nhà sản xuất chưa thể chắc chắn về độ xuất chúng của anh. Hình mẫu ban đầu của nhân vật vốn là một kiểu giáo sư Harvard 50 tuổi với ngoại hình giống diễn viên người Tây Ban Nha José Coronado. Javier Gutiérrez được mời vào vai nhưng anh từ chối do đã kí kết tham gia bộ phim Campeones. Các đạo diễn tuyển vai quyết định lựa chọn Álvaro Morte, người đã cộng tác cùng họ trong phim truyền hình dài tập Bí mật cây cầu cũ, dù vào thời điểm đó anh ít được xuất hiện trong các bộ phim giờ vàng. Trải qua quá trình tiếp cận nhân vật thông qua phân tích thay vì lấy từ kinh nghiệm cá nhân, Morte mô tả Giáo sư là "một hộp bất ngờ vô tận" mà "đã định hình nên nhân vật vì anh ấy không bao giờ ngừng tạo ra những biến số", điều khiến khán giả không thể chắc chắn rằng nhân vật này tốt hay xấu. Các nhà sản xuất cũng thấy rằng ngoại hình giống một giáo viên của Morte đã mang lại nhiều hơn vẻ đáng tin cậy cho nhân vật.
Pedro Alonso được chọn vào vai Berlin, người mà tờ La Voz de Galicia sau này mô tả là "một nhân vật lạnh lùng, ru ngủ, khôn ngoan và đáng sợ, một gã đàn ông với bản tính vô cảm ăn sâu vào trong máu và có vấn đề nghiêm trọng về đồng cảm, một tên trộm cổ cồn trắng khinh thường đồng nghiệp của mình và coi họ là thấp kém." Cách Alonso tái hiện nhân vật của mình được lấy cảm hứng từ cuộc gặp gỡ tình cờ diễn ra một ngày trước khi anh nhận kịch bản thử vai, cuộc gặp giữa nam diễn viên với "một người rất thông minh", người có thể "kích thích hay thậm chí là thao túng" anh. Alonso nhận thấy Berlin có nhãn quan xuất sắc và có cách nhìn nhận khác thường về môi trường xung quanh, dẫn đến việc nhân vật luôn hành động một cách bất thường và không thể đoán trước. Sự tương đồng giữa Berlin và nhân vật Zulema (Najwa Nimri thủ vai) trong loạt phim Vis a vis của Pina không phải là một sự cố ý. Mối quan hệ ruột thịt giữa Giáo sư và Berlin vốn không có trong kịch bản gốc nhưng đã được hé lộ ở cuối phần 1 sau khi Morte và Alonso nhiều lần đề nghị các nhà sản xuất làm như vậy.
Các nhà sản xuất nhận thấy Tokyo, nhân vật chính kiêm người dẫn chuyện, là một trong số những nhân vật khó xây dựng nhất, vì ban đầu họ muốn tìm kiếm một nữ diễn viên lớn tuổi hơn để vào vai này, một người không còn gì để mất trước khi gặp Giáo sư. Úrsula Corberó có được vai diễn nhờ năng lượng bất cần mà cô mang lại; giọng nói của nữ diễn viên được cân nhắc rất nhiều trong quá trình tuyển chọn vì giọng cô là điều đầu tiên mà khán giả nghe thấy khi xem phim. Itziar Ituño mô tả nhân vật thanh tra Raquel Murillo của mình là "một người phụ nữ mạnh mẽ và quyền lực làm việc trong thế giới đàn ông, nhưng cũng đầy nhạy cảm trong đời sống riêng tư". Cô lấy cảm hứng từ một nhân vật của bộ phim Sự im lặng của bầy cừu, Clarice Starling – sinh viên FBI có cuộc sống gia đình rối ren, người dần dành sự đồng cảm cho một tên tội phạm. Alba Flores, người từng vào vai chính trong Vis a vis, được Pina tuyển thẳng vào vai Nairobi mà không cần qua thử vai khi nhà sáng lập nhận ra vào cuối giai đoạn lên ý tưởng cho loạt phim rằng ngoài Tokyo cần có thêm một thành viên nữ nữa trong băng trộm. Jaime Lorente xây dựng nên giọng cười đặc trưng của Denver trong quá trình tuyển vai.
Dàn diễn viên biết về việc Netflix cho sản xuất các phần tiếp theo của bộ phim trước cả khi các nhà sản xuất liên hệ với họ để trở lại với vai diễn. Tháng 10 năm 2018, Netflix chính thức công bố dàn diễn viên của phần 3, với các diễn viên chính đều trở lại bao gồm cả Alonso, làm dấy lên nhiều suy đoán về vai trò của anh trong phần 3. Trong số các diễn viên mới có nam diễn viên người Argentina Rodrigo de la Serna; anh nhận thấy mối liên hệ giữa tên nhân vật của mình với huyền thoại bóng đá người Argentina Martín Palermo. Ngôi sao bóng đá người Brasil, Neymar, một người hâm mộ của loạt phim, đã tham gia vào tác phẩm với tư cách cameo trong vai một nhà sư, nhưng những cảnh quay của anh đã bị loại bỏ mà không làm ảnh hưởng tới cốt truyện do nổ ra các cáo buộc pháp lý chống lại anh, nhưng sau khi những cáo buộc này được bãi bỏ vào cuối tháng 8 năm 2019, các cảnh quay của Neymar đã được thêm lại. Sự xuất hiện chớp nhoáng của nữ diễn viên người Tây Ban Nha Belén Cuesta trong hai tập của phần 3 làm dấy lên nhiều suy đoán của người hâm mộ và giới truyền thông về vai trò của cô trong phần 4.

### Thiết kế sản xuất

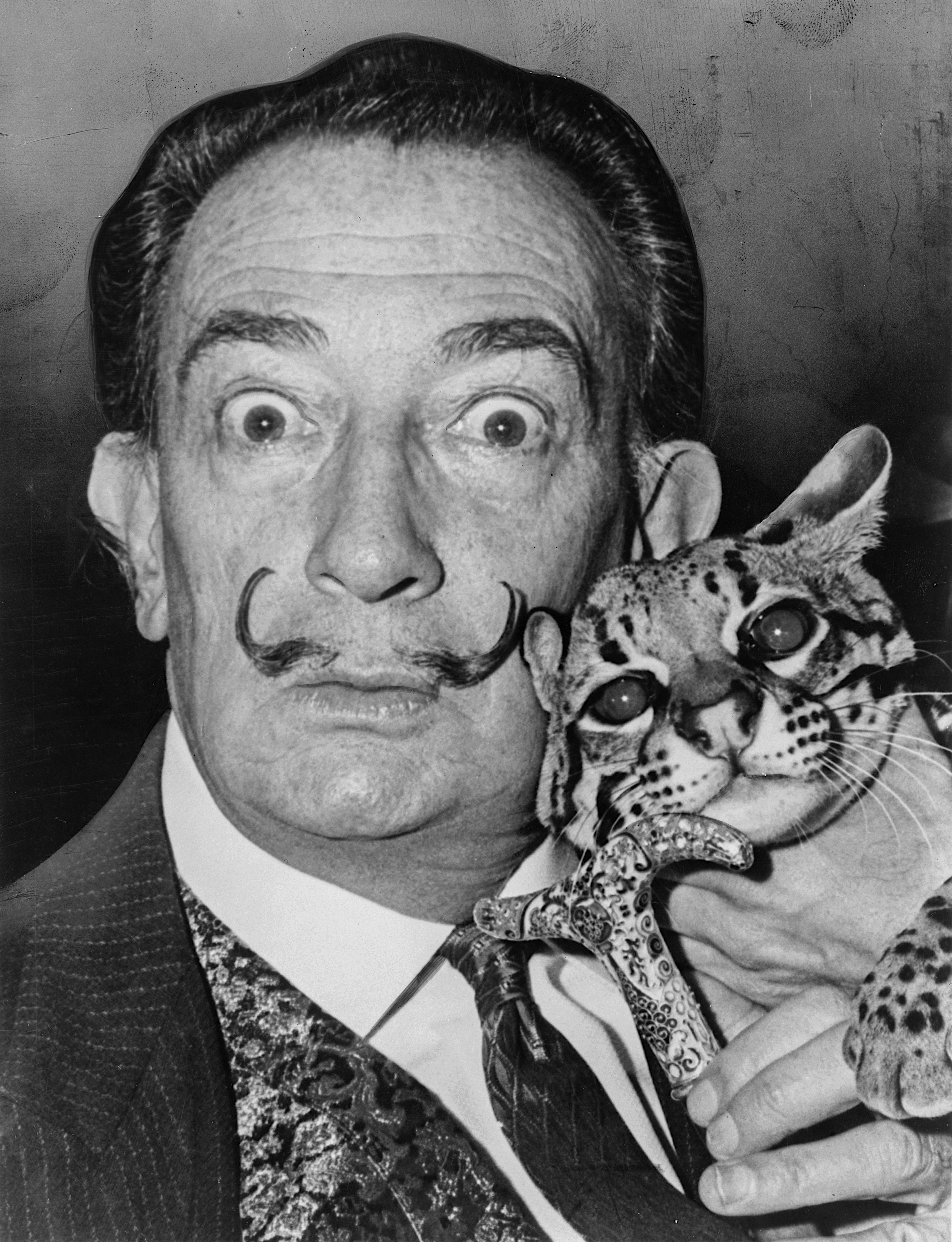
Khuôn mặt của họa sĩ theo trường phái siêu thực người Tây Ban Nha Salvador Dalí được chọn làm nguyên mẫu cho mặt nạ của nhóm trộm.

Nhà sáng lập Pina, đạo diễn Colmenar và đạo diễn hình ảnh Migue Amoedo, theo tờ La Vanguardia là "bộ ba sản xuất phim truyền hình thành công nhất trong những năm gần đây", đã thiết lập nên diện mạo và bầu không khí cho loạt phim, ngoài ra còn có Abdón Alcañiz trong vai trò giám đốc nghệ thuật. Các dự án mà họ cộng tác thường lấy một màu cơ bản làm chủ đạo, điều có thể thấy qua Phi vụ triệu đô với màu đỏ là "một trong những đặc điểm nổi bật của loạt phim" và nổi bật hẳn lên trên phông nền xám. Xanh lam, xanh lục và vàng là những màu bị cấm trong quá trình thiết kế sản xuất. Để mang lại "chất điện ảnh thuần tuý", đội ngũ sản xuất đã thử nghiệm tông màu đỏ trên nhiều loại vải, bề mặt và ánh sáng khác nhau. Bộ trang phục áo liền quần màu đỏ biểu tượng của nhóm trộm là một sự tái hiện lại quy tắc mặc đồ màu vàng của nhà tù trong Vis a vis.  Công ty bán lẻ thời trang của Ý Diesel đã thiết kế bộ áo liền quần màu đỏ trong phần 3, đồng thời cũng tung ra dòng sản phẩm lấy cảm hứng từ loạt phim. Salvador Dalí là nguyên mẫu cho chiếc mặt nạ của nhóm trộm vì hình ảnh của ông là một biểu tượng văn hóa nổi bật của Tây Ban Nha, trong khi đó một thiết kế khác dựa trên nhân vật Don Quixote đã bị loại bỏ. Tổ chức Gala-Salvador Dalí lên tiếng chỉ trích loạt phim vì sử dụng hình ảnh của Dalí mà chưa có sự cho phép từ phía họ.
Để tăng tính thực tế cho câu chuyện, các nhà sản xuất đã đề nghị sự tư vấn từ lực lượng cảnh sát quốc gia cũng như Bộ Nội vụ Tây Ban Nha và được chấp thuận. Lượng tiền mặt của nhóm trộm được in dưới sự cho phép và hướng dẫn của Ngân hàng Tây Ban Nha, ngoài ra những tờ tiền này cũng có kích thước lớn hơn tiền thật nhằm chống hàng giả. Việc được Netflix đầu tư một khoản ngân sách lớn hơn so với các phần phim trước đã giúp phần 3 của loạt phim có thể dựng hơn 50 phim trường trên năm địa điểm quay phim chính nằm rải rác khắp thế giới. Việc chuẩn bị một hòn đảo hẻo lánh không người ở Panama để làm nơi trộm ẩn náu mang lại nhiều khó khăn vì đoàn làm phim cần dọn dẹp hòn đảo và dựng nhà, đồng thời cũng phải di chuyển hàng giờ đồng hồ để vận chuyển vật liệu. Ngân hàng Tây Ban Nha thật không cho phép tham quan và ghi hình vì lý do an ninh, do đó các nhà sản xuất phải sử dụng trí tưởng tượng của mình để tái tạo lại nơi này thành một toà nhà hai tầng, lấy cảm hứng từ kiến trúc Tây Ban Nha thời Francisco Franco. Tuy nhiên, họ cũng tái hiện sảnh chính của ngân hàng dựa trên một số hình ảnh công khai của Ngân hàng Tây Ban Nha thật. Nội thất của toà nhà trong đó có căn phòng của thống đốc được thiết kế để cho thấy nhiều thời gian, phong cách và thời kì đã đi qua nơi này. Để trang trí cho nội thất toà nhà, đoàn làm phim đã tái tạo các tác phẩm điêu khắc và họa tiết bằng đồng và đá granit của nhà thờ Valle de los Caídos và cho vẽ hơn 50 bức tranh để tái hiện lại toà nhà Ateneo de Madrid.

### Ghi hình

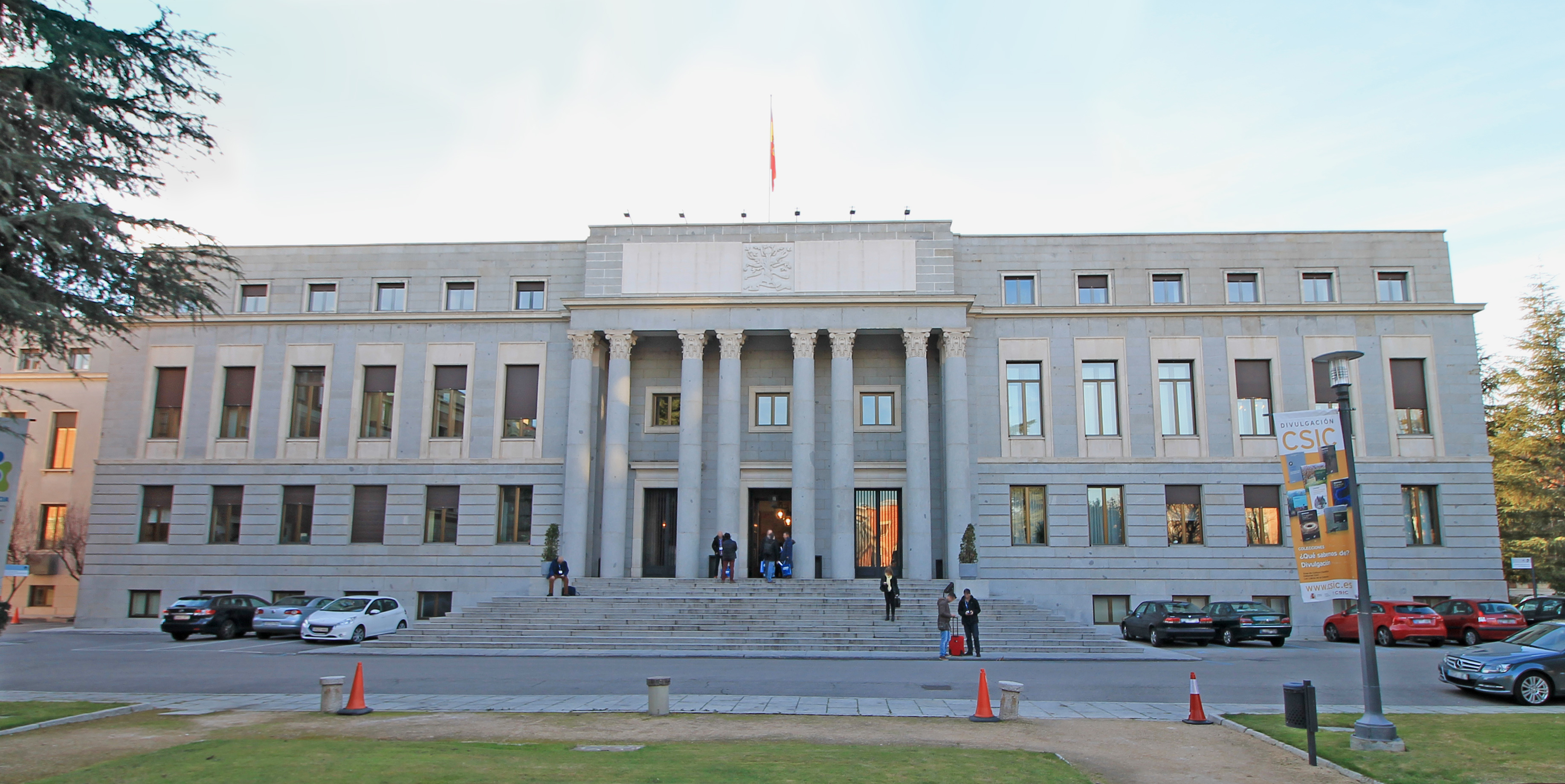
Trụ sở Hội đồng Nghiên cứu Quốc gia Tây Ban Nha, địa điểm ghi hình chính cho phần 1 và phần 2 của loạt phim

Phần 1 và phần 2 được ghi hình liền mạch từ tháng 1 đến tháng 8 năm 2017 tại thành phố Madrid và các khu vực lân cận. Đoàn làm phim mất 26 ngày để quay tập thí điểm, trong khi đó mỗi tập còn lại có khoảng 14 ngày để ghi hình. Để tiết kiệm thời gian, đội ngũ sản xuất được chia thành hai đơn vị: một đơn vị quay các cảnh có mặt Giáo sư và cảnh sát, đơn vị còn lại ghi hình nhóm trộm. Dù câu chuyện lấy bối cảnh tại Xưởng in tiền Hoàng gia của Tây Ban Nha nhưng trụ sở Hội đồng Nghiên cứu Quốc gia Tây Ban Nha (CSIC) lại được sử dụng cho các cảnh quay ngoại thất của Xưởng in tiền vì hai toà nhà trông khá giống nhau,  ngoài ra nóc trường Cao đẳng Kỹ thuật Kỹ sư Hàng không thuộc Đại học Kỹ thuật Madrid cũng là nơi ghi hình các cảnh ngoài trời. Khu săn bắn nơi nhóm trộm lên kế hoạch cho cuộc đảo chính của mình được quay tại trang trại Finca El Gasco ở Torrelodones. Các cảnh quay trong nhà diễn ra tại phim trường trước đây của Vis a vis ở thị trấn Colmenar Viejo, còn toà nhà của tờ nhật báo quốc gia Tây Ban Nha ABC ở Torrejón de Ardoz là địa điểm ghi hình các cảnh in tiền. Vì Phi vụ triệu đô vốn được dự định là một loạt phim ngắn tập nên tất cả các bối cảnh mà đoàn làm phim đã dựng đều bị phá hủy sau khi quá trình sản xuất phần 2 kết thúc.

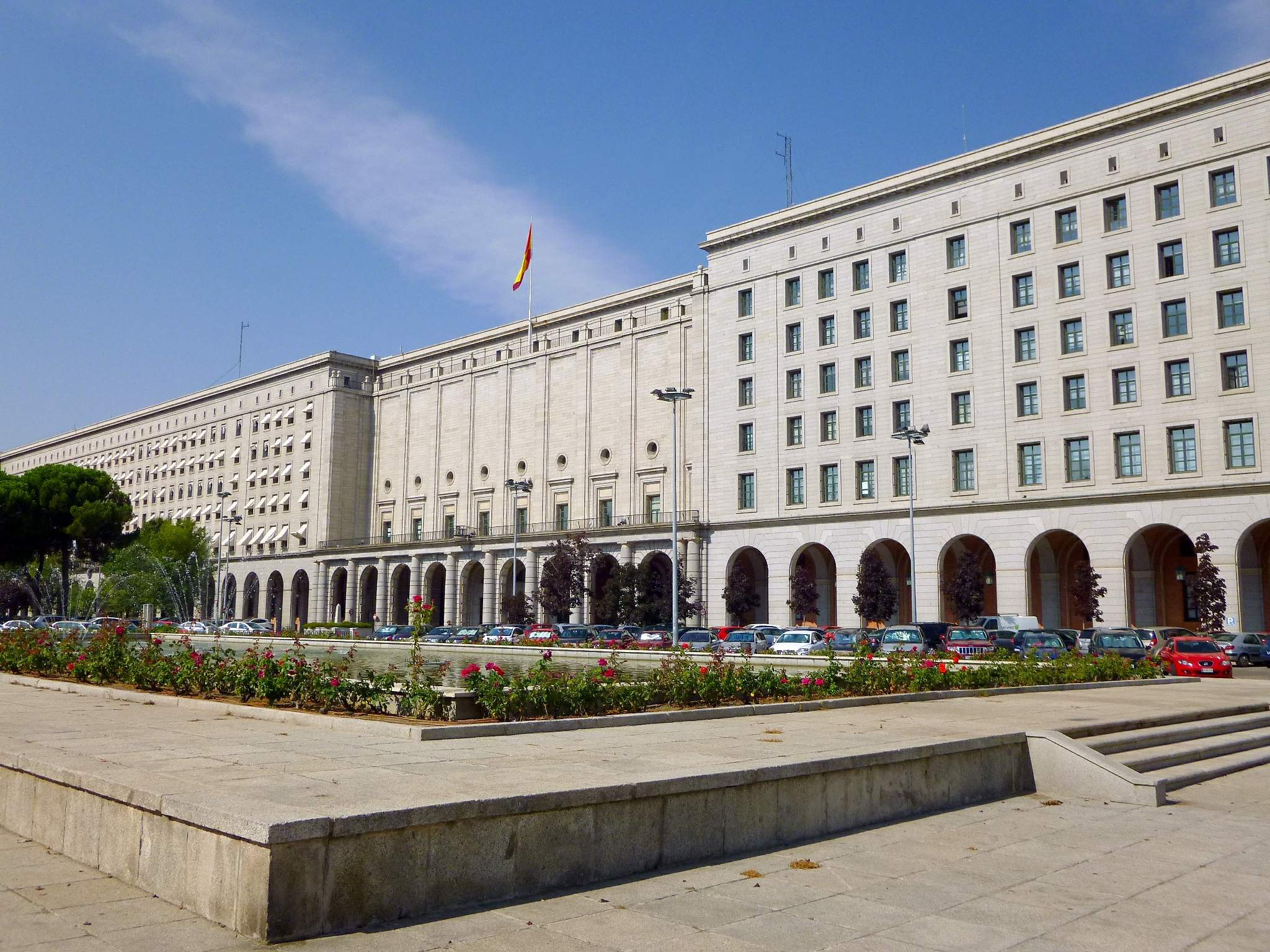
Khu phức hợp chính phủ Nuevos Ministerios, địa điểm ghi hình chính của phần 3

Phần 3 và 4 cũng được quay liên tục, với mỗi tập phim mất từ 21 đến 23 ngày để ghi hình. Netflix đưa ra thông báo khởi quay vào ngày 25 tháng 10 năm 2018 và phần 4 đóng máy vào tháng 8 năm 2019. Năm 2018, Netflix mở trung tâm sản xuất tại châu Âu đầu tiên của họ ở Tres Cantos gần Madrid để sản xuất các tác phẩm mới hoặc sẵn có của hãng, do đó Phi vụ triệu đô chuyển đến đây để ghi hình trên một phim trường rộng gấp ba lần nơi quay phần 1 và phần 2. Các cảnh bên ngoài Ngân hàng Tây Ban Nha được quay tại khu phức hợp Nuevos Ministerios của Bộ Phát triển Tây Ban Nha. Quảng trường Callao là nơi ghi hình cảnh tiền được rải xuống từ trên trời. Tu viện Ermita de San Frutos ở Carrascal del Río là địa điểm quay các cảnh ngoại thất của tu viện Ý, nơi băng trộm lên kế hoạch cho phi vụ thứ hai. Các cảnh Giáo sư và Lisbon trên chiếc xe du lịch quay tại bãi biển hoang vắng Las Salinas ở Almería để khiến khán giả cảm thấy hai nhân vật đang giám sát vụ trộm ở một nơi rất an toàn mà cảnh sát không thể tìm ra. Cảnh căn hầm chứa vàng ngập trong nước ghi hình tại Pinewood Studios ở Anh. Thái Lan, quần đảo Guna Yala của Panama, và Florence ở Ý là phim trường của các cảnh đầu phần 3 đã giúp mang lại sự tương phản với cảm giác ngột ngạt trong hai phần đầu, đồng thời cũng là một biểu hiện cho sự mở rộng ra toàn cầu của câu chuyện. Quá trình ghi hình cho phần 5 và cũng là phần cuối cùng kết thúc vào ngày 14 tháng 5 năm 2021.

### Nhạc phim
Nữ ca sĩ người Tây Ban Nha Cecilia Krull đã biên soạn ca từ và thể hiện bài hát chủ đề của loạt phim, "My Life Is Going On", trong khi đó phần nhạc của ca khúc được sáng tác bởi Manel Santisteban, người từng đảm nhiệm vai trò soạn nhạc cho bộ phim Vis a vis. Với ý nghĩa đề cao sự tự tin vào khả năng của bản thân và tin tưởng vào tương lai, ca khúc chủ đề được phát trong đoạn giới thiệu gần đầu mỗi tập phim, trên nền các mô hình bằng giấy của những địa điểm chính trong tác phẩm. Krull chủ yếu lấy cảm hứng từ nhân vật Tokyo trong tập đầu tiên của loạt phim khi cô được Giáo sư giải thoát khỏi tình cảnh tuyệt vọng. Nữ ca sĩ viết lời bài hát bằng tiếng Anh vì ngôn ngữ này đã đến với cô một cách tự nhiên trong quá trình sáng tác.
Ca khúc tiếng Ý mang thông điệp chống phát xít "Bella ciao" xuất hiện nhiều lần trong suốt loạt phim, đặc biệt là hai phân đoạn mang tính biểu tượng: cuối phần 1, khi đang chuẩn bị cho vụ cướp, Giáo sư và Berlin cùng ngân vang ca khúc như để tự tôn vinh mình là phe kháng chiến chống lại cường quyền; còn ở cuối phần 2, khi nhóm trộm thoát khỏi Xưởng in tiền, bài hát vang lên như một phép ẩn dụ cho sự tự do. Nhân vật Tokyo nói về bài hát: “Cuộc đời Giáo sư chỉ xoay quanh một lý tưởng duy nhất: Kháng chiến. Ông nội anh ấy, người đã tham gia vào cuộc chiến chống phát xít ở Ý, đã dạy anh bài hát, và giờ anh ấy dạy lại nó cho chúng tôi.” Biên kịch Santander mang ca khúc này đến với loạt phim trong hoàn cảnh chán nản vì chưa tìm được bài hát nào thích hợp cho đoạn giữa của phần 1, do đó anh đã nghe "Bella ciao" để cổ vũ tinh thần chính mình. Hiểu rõ ý nghĩa và lịch sử của bài hát, anh cảm thấy nó đại diện cho những giá trị rất tích cực. "Bella ciao" đã trở thành một bản hit mùa hè tại châu Âu trong năm 2018, chủ yếu nhờ vào sự nổi tiếng của loạt phim chứ không vì chủ đề mang tính trang nghiêm của nó.

## Các tập phim
| Phần | Phần | Mùa | Số tập | Số tập              | Phát hành gốc        | Phát hành gốc        | Phát hành gốc |
| Phần | Phần | Mùa | Số tập | Số tập              | Phát hành lần đầu    | Phát hành lần cuối   | Network       |
| ---- | ---- | --- | ------ | ------------------- | -------------------- | -------------------- | ------------- |
|      | 1    | 1   | 9      | 9                   | 2 tháng 5 năm 2017   | 27 tháng 6 năm 2017  | Antena 3      |
|      | 2    | 1   | 6      | 6                   | 16 tháng 10 năm 2017 | 23 tháng 11 năm 2017 | Antena 3      |
|      | 3    | 2   | 8      | 8                   | 19 tháng 7 năm 2019  | 19 tháng 7 năm 2019  | Netflix       |
|      | 4    | 2   | 8      | 8                   | 3 tháng 4 năm 2020   | 3 tháng 4 năm 2020   | Netflix       |
|      | 5    | 2   | 10     | 5                   | 3 tháng 9 năm 2021   | 3 tháng 9 năm 2021   | Netflix       |
| 5    | 5    | 2   | 10     | 3 tháng 12 năm 2021 | 3 tháng 12 năm 2021  |                      | Netflix       |

### Mùa 1: Phần 1 và 2 (2017)
Phần 1 bắt đầu với nữ cướp tên "Tokyo" sau khi thất bại trong một vụ cướp ngân hàng được người đàn ông tự xưng là "Giáo sư" cứu khỏi sự mai phục của cảnh sát và đề nghị tham gia vào một vụ trộm. Sau khi vụ trộm được phác thảo một cách ngắn gọn, mạch truyện liền chuyển tới ngày đầu của cuộc tấn công kéo dài nhiều ngày nhắm vào Xưởng in tiền Hoàng gia Tây Ban Nha ở thủ đô Madrid. Tám tên cướp gọi nhau bằng mật danh đặt theo tên các thành phố: Tokyo, Moscow, Berlin, Nairobi, Rio, Denver, Helsinki và Oslo. Khoác trên mình bộ trang phục áo liền quần màu đỏ với chiếc mặt nạ dựa trên khuôn mặt của Salvador Dalí, băng trộm bắt 67 người trong xưởng làm con tin, một phần trong kế hoạch tẩu thoát với 2,4 tỷ EUR qua đường hầm tự đào. Giáo sư chỉ đạo vụ trộm từ một địa điểm bên ngoài xưởng. Những đoạn hồi tưởng xuyên suốt mùa phim cho thấy cả nhóm đã dành năm tháng để chuẩn bị cho vụ trộm tại một khu săn bắn bỏ hoang ở vùng quê Toledo, ngoài ra Giáo sư cũng đưa ra một số yêu cầu như các thành viên không được chia sẻ thông tin cá nhân hay có mối quan hệ yêu đương; đặc biệt, vụ tấn công này nhất định không được có thương vong.
Trong suốt phần 1 và 2, băng trộm Xưởng in tiền gặp không ít khó khăn trong việc tuân thủ các quy tắc mà Giáo sư đã đề ra, đồng thời cũng phải đối mặt với những con tin bất hợp tác, hành động bạo lực, sự cô lập khủng khiếp, thậm chí là những cuộc nổi loạn. Diễn biến sự việc được kể qua lời thuyết minh của Tokyo. Trong khi Denver và con tin Mónica Gaztambide dần nảy sinh tình cảm, ở bên ngoài, thanh tra Raquel Murillo của Quân đoàn Cảnh sát Quốc gia vừa đàm phán với Giáo sư vừa ngày một trở nên thân mật với "nhân cách thứ hai" của anh, Salva. Danh tính của Giáo sư nhiều lần suýt bị phanh phui, nhưng khi Raquel cuối cùng cũng khám phá ra điều đó, cô không nỡ giao anh cho cảnh sát. Tới cuối phần 2, nhóm trộm đã tẩu thoát thành công khỏi Xưởng in tiền với 984 triệu EUR in được sau 128 giờ, nhưng cái giá phải trả lại là mạng sống của Oslo, Moscow và Berlin. Một năm sau vụ trộm, Raquel tìm thấy những tấm bưu thiếp mà Giáo sư để lại, trên đó có ghi tọa độ của một địa điểm ở Palawan, Philippines; cô đến đây và gặp lại anh.

### Mùa 2: Phần 3 và 4 (2019–2020)
Phần 3 bắt đầu khoảng hai đến ba năm sau phi vụ tại Xưởng đúc tiền, lúc này các thành viên của băng trộm đã chia nhau ra theo cặp và tận hưởng cuộc sống ở nhiều nơi trên thế giới. Rio đột ngột bị bắt do sử dụng chiếc điện thoại đã bị Europol theo dõi. Để giải cứu anh khỏi hành vi tra tấn dã man, Giáo sư tái thiết lập kế hoạch cũ của Berlin, đó là tấn công Ngân hàng Tây Ban Nha. Anh và Raquel (mật danh "Lisbon") tập hợp các thành viên của băng đảng và chiêu mộ thêm ba nhân tố mới trong đó có Palermo giữ vai trò cũ của Berlin. Những hồi tưởng về khoảng thời gian năm năm trước cho thấy Giáo sư và Berlin cùng lên kế hoạch cho vụ trộm nhưng có cái nhìn trái ngược nhau về tình yêu. Trong lốt cải trang, nhóm trộm hiên ngang tiến vào ngân hàng được canh gác cẩn mật, họ bắt giữ con tin và chiếm được vàng cũng như bí mật quốc gia. Cùng lúc đó, Giáo sư và Lisbon di chuyển liên tục trong khi chỉ huy nhóm trộm và đàm phán với cảnh sát. Một nỗ lực đột nhập bất thành của lực lượng cảnh sát vào bên trong ngân hàng buộc Đại tá Luis Tamayo và thanh tra Alicia Sierra phải trao trả Rio. Nairobi bị thương nặng do bị cảnh sát bắn tỉa, còn Lisbon bị bắt. Tin rằng Lisbon đã bị hành quyết và biết được việc cảnh sát đang chuẩn bị tấn công lần hai, Giáo sư đưa ra tuyên bố chiến tranh. Phần 3 kết thúc với Lisbon còn sống nhưng bị giam giữ và Tokyo thuật lại rằng Giáo sư đã rơi vào cái bẫy của chính mình, cũng như "chiến tranh đã bắt đầu."
Phần 4 bắt đầu với việc các thành viên cố cứu sống Nairobi. Tokyo đảo chính và tiếp quản quyền chỉ huy từ Palermo. Với suy luận rằng Lisbon vẫn còn sống và đang bị thẩm vấn, Giáo sư thuyết phục sự trợ giúp từ trợ lý của Tamayo là Antoñanzas. Palermo vì muốn thiết lập lại quyền chỉ huy nên đã bày cách thoát khỏi còng tay cho Gandía, giám đốc an ninh của ngân hàng. Gandía liên lạc với cảnh sát từ trong căn phòng an toàn bí mật của ngân hàng và bày ra trò chơi mèo vờn chuột bằng vũ khí đầy bạo lực với băng trộm. Gandía bắn vào đầu Nairobi khiến cô chết ngay tại chỗ, nhưng nhóm trộm sớm khống chế được gã. Giáo sư vạch trần cho công chúng việc cảnh sát tra tấn Rio và giam giữ Lisbon một cách trái pháp luật. Do công khai khẳng định tính xác thực của những sự việc này, Sierra bị truy nã. Nhờ sự giúp đỡ bên ngoài, Giáo sư giải thoát cho Lisbon. Phần 4 kết thúc khi Lisbon đoàn tụ với nhóm trộm bên trong ngân hàng, còn Sierra tìm ra nơi ẩn náu của Giáo sư và chĩa súng vào anh.

### Mùa 3: Phần 5 Tiểu phần 1 và 2 (2021)
Phần 5 Tiểu phần 1 bắt đầu với việc Sierra phát hiện ra Giáo sư và đánh ngất anh, sau đó trói anh lại và tra khảo. Sau khi Lisbon  xâm nhập thành công vào ngân hàng, băng cướp chuẩn bị đối mặt với một cuộc tấn công từ quân đội Tây Ban Nha. Cả băng bắt được Gandia, sau đó chọn thả hắn ra bên ngoài hơn là phải xuống tay. Gandia muốn trả thù băng cướp, vì vậy Tamayo đã để hắn ta tham gia vào cuộc tấn công của binh lính. Sau khi phát hiện ra Giáo sư đã bị bắt nhưng Sierra không báo cho cảnh sát, Lisbon nói với cả băng rằng họ sẽ không bỏ cuộc. Benjamin và Marseille tìm thấy Giáo sư, nhưng bị Sierra đánh gục và trói lại. Khi Sierra gặp khó khăn trong việc sinh con, cô đã giải thoát cho Giáo sư, Marseille và Benjamin để họ có thể giúp đỡ mình. Sierra hạ sinh một cô con gái, đặt tên là Victoria. Arturo Roman, con tin ở Xưởng đúc tiền Hoàng gia và Ngân hàng Tây Ban Nha, đã ngoại tình với Stockholm trước vụ trộm đầu tiên, và những lời gợi nhắc của Arturo khiến Denver tức giận. Khi Arturo, thống đốc ngân hàng và các con tin khác bắt đầu cuộc nổi loạn, Stockholm đã bắn Arturo, rồi hắn được thả ra để được chăm sóc y tế. Trong một đoạn hồi tưởng, Berlin thuyết phục con trai mình là Rafael giúp anh ăn trộm 12 kg vàng cùng với Tatiana, Bogota và Marseille. Ở hiện tại, băng nhóm bắt đầu chiến đấu với quân đội, Helsinki bị trọng thương. Stockholm cảm thấy tội lỗi khi bắn Arturo, cha đẻ của con trai cô, và dùng morphine khi đang chữa trị cho Helsinki, khiến cô không thể hỗ trợ băng nhóm trong việc phòng thủ chống lại cuộc tấn công. Phần 5 Tiểu phần 1 kết thúc với việc Tokyo hy sinh tính mạng để đánh bại Gandia và binh lính.
Trong Phần 5 Tiểu phần 2, Sierra bỏ trốn và Giáo sư cùng Marseille đuổi theo cô. Ban đầu là kẻ thù, Giáo sư và Sierra nhanh chóng trở thành đồng minh khi họ đối mặt với kẻ thù chung – cảnh sát. Khi quay trở lại bể nước mưa, họ thấy số vàng đã được băng cướp chuyển giao cho họ. Tuy nhiên, cảnh sát đã tìm thấy bể nước mưa và bắt giữ Giáo sư, Sierra, Benjamin và Marseille. Họ trốn thoát, nhưng phát hiện ra vàng đã bị mất tích. Có thông tin cho rằng số vàng này thuộc về Rafael và Tatiana vì cô đã chia tay Berlin trong quá khứ để được ở bên Rafael. Ở hiện tại, Tatiana và Rafael đã chôn số vàng này. Palermo và Giáo sư phát hiện ra rằng họ đang làm điều đó, nhưng ngay vào thời điểm này, quân đội đã bắt được băng cướp. Giáo sư đưa cho Sierra một mảnh giấy từ Rafael, và thuyết phục cô cùng đi tìm vàng vì đó là hy vọng duy nhất của họ khi anh lái xe đến ngân hàng. Khi anh bước vào ngân hàng, Tamayo chế nhạo anh và thẩm vấn riêng từng thành viên trong băng. Denver là người đầu tiên thẩm vấn, nhưng không tiết lộ bất cứ điều gì và bị áp giải đến lều cảnh sát. Băng cướp tiết lộ cho công chúng số vàng đã được chuyển đi khỏi ngân hàng, dẫn đến sự hoảng loạn của công chúng và suy thoái kinh tế, khiến Tây Ban Nha có nguy cơ phá sản. Sierra có thể xác định vị trí số vàng bị đánh cắp. Bên ngoài ngân hàng, vàng đã được chuyển lên các xe tải, nhưng Giáo sư nói rằng đó chỉ là đồng thau bọc vàng. Các thành viên trong băng bị giết theo lệnh của Tamayo, khiến Denver bị sốc trong lều. Họ được đưa ra khỏi ngân hàng trong các túi đựng thi thể, và tiết lộ rằng họ còn sống khi Giáo sư thuyết phục Tamayo dừng cuộc truy kích; sự trở lại của "vàng" đã ổn định nền kinh tế đất nước. 24 giờ sau vụ trộm, cả nhóm đoàn tụ với nhau tại một căn cứ không quân. Mọi người đều nhận được hộ chiếu mới khi Rafael và Tatiana trả lại số vàng cho băng nhóm với lời hứa hẹn rằng họ sẽ nhận được một phần vàng. Băng cướp rời khỏi căn cứ không quân, phi vụ ở Ngân hàng Tây Ban Nha thành công.

## Chủ đề và phân tích

Logo của loạt phim

Phi vụ triệu đô được chú ý vì đã phá vỡ nguyên tắc của thể loại phim trộm cướp. Trong khi các bộ phim thể loại này thường lấy nam giới làm trung tâm, Phi vụ triệu đô được kể từ góc nhìn của một phụ nữ –  Tokyo, ngoài ra loạt phim cũng sở hữu nhiều nhân vật nữ với tính cách mạnh mẽ. Bên cạnh đó, cách bắt đầu vụ trộm ngay sau phần giới thiệu đầu phim cũng mang lại sự khác biệt cho tác phẩm khi các bộ phim cùng thể loại thường dành nhiều thời gian để kể về việc băng nhóm được thành lập như thế nào. Các nhân tố thúc đẩy cảm xúc như tình bạn và tình yêu không hề bị lấn át bởi một phi vụ được lên kế hoạch hoàn hảo. Gần như tất cả những nhân vật chính, bao gồm cả người hay phản đối chuyện yêu đương như Giáo sư, cuối cùng cũng phải chịu khuất phục trước tình yêu, điều khiến loạt phim thường được so sánh với các tác phẩm telenovela. Yếu tố hài kịch trong phim, điều được so sánh với phim Back to the Future và thể loại hài đen, cũng giúp làm giảm bớt tính chất căng thẳng của vụ trộm. Các nhà sản xuất coi bản sắc văn hóa là một yếu tố quan trọng tạo nên bản chất của loạt phim vì nó giúp câu chuyện trở nên thân thuộc hơn với khán giả. Họ cũng tránh điều chỉnh bộ phim theo thị hiếu quốc tế, điều tạo nên sự khác biệt của loạt phim với các tác phẩm truyền hình Mỹ thông thường và mang tới cho khán giả quốc tế nhiều điều đậm chất Tây Ban Nha.
Phi vụ triệu đô lấy bối cảnh sau khi cuộc khủng hoảng tài chính 2007-2008 diễn ra đã dẫn đến nhiều biện pháp thắt lưng buộc bụng cứng rắn được thi hành ở Tây Ban Nha, do đó các nhà phê bình cho rằng loạt phim là một câu chuyện ngụ ngôn thẳng thắn nói về sự nổi dậy chống lại chủ nghĩa tư bản, trong đó có tờ The Globe và Mail cho rằng vụ trộm của phim là "vì người dân" và là "một sự trả thù lại chính phủ." Theo tờ Le Monde, loạt phim, đặc biệt là các cảnh Giáo sư giảng giải cho nhóm trộm ở Toledo, cho thấy người ta nên có những giải pháp cho riêng mình trong bối cảnh chế độ tư bản đang vận hành một cách sai lệch. Sự tương đồng của loạt phim và nhân vật Robin Hood về việc cướp của người giàu chia cho người nghèo được báo chí lý giải theo nhiều cách khác nhau. El Español lập luận rằng sự tương đồng này khiến người xem cảm thấy gần gũi hơn với loạt phim vì xã hội ngày nay vốn luôn bày tỏ sự chán ghét đối với các ngân hàng và chính quyền, còn New Statesman cho rằng ngày nay người giàu không còn bị trộm nữa mà bị ăn mòn từ gốc rễ. Mặt khác, Mireia Mullor từ Esquire cho rằng điểm tương đồng với Robin Hood này chỉ là một chiến lược gây phân tâm của nhóm trộm vì ban đầu họ vốn không định sử dụng số tiền có được từ phi vụ đầu tiên để cải thiện chất lượng cuộc sống của dân thường. Vì lý do này, Mullor cũng cho rằng việc nhóm trộm được ủng hộ một cách đông đảo như trong phần 3 là một điều khó hiểu dù cho họ đã giúp bày tỏ sự bất bình của những người chịu bất công về kinh tế và chính trị.
Các nhân vật trong phim được xây dựng là những kẻ phản diện và phản anh hùng đa chiều luôn bù trừ lẫn nhau và có phẩm chất đạo đức không cố định. Berlin là một ví dụ khi anh từ một tên cướp thích ngược đãi con tin thành một trong những nhân vật được yêu thích nhất của loạt phim, bên cạnh đó còn có Mónica Gaztambide và Raquel Murillo từ con tin và thanh tra trở thành đồng phạm của nhóm trộm. Tờ The Huffington Post nhận định rằng ban đầu khán giả có thể nghĩ nhóm trộm là người xấu vì đã thực hiện hành vi phạm tội, nhưng về sau bộ phim cho thấy hệ thống tài chính mới là kẻ ác thực sự, cũng như băng trộm có lý do đúng đắn và có thể cảm thông được khi cướp của một "kẻ trộm" có quyền lực áp đảo. Najwa Nimri, nữ diễn viên vào vai thanh tra Alicia Sierra, cho rằng “điều làm một nhân vật phản diện trở nên phức tạp là cho thấy anh ta cũng có tình người" và "bất cứ ai cũng đều có mặt tiêu cực." Loạt phim để khán giả tự quyết định xem các nhân vật là người tốt hay xấu vì ở những thời điểm khác nhau trong phim, họ "vừa gần gũi mà cũng vừa xấu xa". Pina cho rằng chính khả năng thay đổi cách nhìn nhận này đã mang lại sự thu hút và thành công cho bộ phim.
Trong bối cảnh số lượng phim truyền hình có nhân vật chính là nữ nhìn chung đang tăng lên, Phi vụ triệu đô mang lại cho các vai nữ sự chú ý tương đương với nhân vật nam, điều mà theo hãng thông tấn BBC là đã thổi một làn gió mới vào nền công nghiệp phim truyền hình ở Tây Ban Nha. Các nhân vật nữ của loạt phim dần có nhận thức rõ ràng hơn về các vấn đề liên quan đến giới tính, chẳng hạn như trong phần 3, Mónica lập luận rằng phụ nữ có thể vừa đi cướp vừa làm bậc phụ huynh tốt giống như đàn ông. Các nhà phê bình cũng chú ý tới cách loạt phim thể hiện các vấn đề liên quan đến nữ quyền và bác bỏ tư tưởng gia trưởng của nam giới. Những vấn đề này được thể hiện thông qua nhân vật Nairobi và câu nói "Chế độ mẫu hệ bắt đầu" của cô trong phần 2, cũng như cảnh Palermo chứng minh sự tồn tại của chế độ phụ hệ, theo CNET là một cảnh gây cười. Tờ La Vanguardia cho rằng loạt phim không thực sự đề cao phụ nữ khi Úrsula Corberó với vai Tokyo thường xuất hiện trong tình trạng thiếu vải, còn Esquire chỉ trích việc phần 3 của bộ phim thường mô tả nguyên nhân dẫn đến rạn nứt trong mối quan hệ của các nhân vật là do lỗi của phía nữ. Alba Flores cho rằng đây không phải là một loạt phim với nữ quyền là yếu tố cốt lõi.

## Phát hành

### Phát sóng truyền hình
Phần 1 được phát sóng trên kênh truyền hình miễn phí Tây Ban Nha Antena 3 vào khung giờ 10:40 tối thứ Tư từ ngày 2 tháng 5 năm 2017 đến ngày 27 tháng 6 năm 2017. Phần 2 chuyển sang chiếu vào lúc 10:40 tối thứ Hai từ ngày 16 tháng 10 năm 2017 đến ngày 23 tháng 11 năm 2017, với số tập đã cắt giảm xuống còn 15 so với dự kiến ban đầu là từ 18 đến 21 tập. Vì loạt phim vốn được sản xuất để phát sóng trong khung giờ vàng của kênh Antena 3 nên mỗi tập phim dài khoảng 70 phút, thời lượng đặc trưng của phim truyền hình Tây Ban Nha. Chương trình trò chuyện chiếu ngay sau mỗi tập phim Tercer Grado (Lớp ba) đã lên sóng sau năm tập đầu tiên của phần 1.
Bất chấp những lời kêu gọi tẩy chay loạt phim sau khi Itziar Ituño lên tiếng phản đối nơi giam giữ các tù nhân ETA thuộc Xứ Basque – quê hương của nữ diễn viên – vào tháng 3 năm 2016, tập đầu tiên của Phi vụ triệu đô vẫn có số lượng người xem lớn nhất trong số các loạt phim Tây Ban Nha công chiếu từ tháng 4 năm 2015, gần gấp đôi con số tương tự của tác phẩm xếp thứ hai. Sáu tập đầu của phần 1 nhận được các đánh giá tốt và dẫn đầu trong nhóm phim truyền hình có chiếu quảng cáo, nhưng càng về sau, lượng người xem càng giảm và xuống thấp hơn con số mà Antena 3 kì vọng. Tờ La Nación của Argentina cho rằng lượng người xem giảm là do sự thay đổi về khung giờ, thời điểm phát sóng muộn và và quãng nghỉ hè giữa phần 1 và phần 2. Pina cho rằng các đoạn quảng cáo xen giữa phim đã gây ảnh hưởng xấu đến trải nghiệm về mặt hình ảnh của khán giả vì chúng làm gián đoạn diễn biến của phim, vốn gần như diễn ra theo thời gian thực. La Vanguardia nhận định sức hút của loạt phim đối với khán giả thông thường có chiều hướng suy giảm là do lịch chiếu mỗi tuần chỉ một tập dẫn đến cốt truyện diễn biến quá chậm. Biên kịch Santander đánh giá quá trình lên sóng của loạt phim trên Antena 3 là một sự "thất bại" vì hiệu suất khán giả chỉ dừng lại ở mức "không có gì đặc biệt", nhưng đồng thời cũng dành lời khen cho Antena 3 khi không biến tác phẩm thành loạt phim gồm các tập có nội dung tách biệt một cách độc lập.

### Phát hành trên Netflix
Ngày 1 tháng 7 năm 2017, phần 1 có mặt trên Netflix Tây Ban Nha giống như các loạt phim khác thuộc quyền sở hữu của Atresmedia, tập đoàn truyền thông mẹ của kênh Antena 3. Tháng 12 năm 2017, Netflix mua lại bản quyền độc quyền chiếu trực tuyến loạt phim trên toàn thế giới. Hãng này đã chia lại loạt phim thành 22 tập với độ dài mỗi tập khoảng 50 phút. Các đoạn kết phim bỏ lửng và nhiều cảnh quay đã phải được chia ra và chuyển sang tập khác, nhưng việc này không gây nhiều ảnh hưởng do các plot twist liên tục của loạt phim. Netflix cho lồng tiếng và đổi tên loạt phim từ La casa de papel thành Money Heist khi phát hành tác phẩm ở các nước nói tiếng Anh. Hãng phát hành phần đầu tiên của loạt phim vào ngày 20 tháng 12 năm 2017 mà không có bất kỳ hoạt động quảng bá nào. Phần thứ hai xuất hiện trên nền tảng xem phim trực tuyến này vào ngày 6 tháng 4 năm 2018. Pina nhận xét rằng trải nghiệm của người xem trên Antena 3 và trên Netflix là "rất khác biệt" dù về bản chất loạt phim không hề có sự thay đổi.
—Biên kịch Javier Gómez Santander, tháng 9 năm 2019
Dù không được Netflix tiến hành quảng bá một cách triệt để, vào năm 2018, Phi vụ triệu đô vẫn trở thành loạt phim không nói tiếng Anh được xem nhiều nhất của Netflix sau bốn tháng có mặt trên nền tảng, điều gây bất ngờ cho các nhà sáng tạo của tác phẩm. Chỉ ít lâu sau đó, Netflix đã ký một hợp đồng toàn cầu độc quyền với Pina. Diego Ávalos, giám đốc phụ trách các tác phẩm gốc của Netflix ở châu Âu, nhận định rằng việc loạt phim được xem bởi khán giả ở nhiều độ tuổi không phải là một điều phổ biến. Một số lý do giải thích cho sự thay đổi rõ rệt về lượng người xem giữa Antena 3 và Netflix là vì thói quen xem phim của khán giả truyền hình đã thay đổi, cũng như việc phát hành trực tuyến mang lại lựa chọn cày phim cho họ. Pina và Sonia Martínez của Antena 3 đều cho rằng định dạng video theo yêu cầu vốn đã là bản chất của loạt phim. Nhiều khán giả Tây Ban Nha biết tới loạt phim nhờ xem trên Netflix chứ không biết tới việc tác phẩm từng phát sóng trên Antena 3.

### Làm mới
Tháng 10 năm 2017, Pina phát biểu rằng dù ít có khả năng xảy ra nhưng phần 2 vốn được dự định sẽ có spin-off và đội ngũ của ông sẵn sàng kể tiếp câu chuyện của nhóm trộm dưới dạng phim lẻ hoặc do Netflix làm mới. Sau thành công của Phi vụ triệu đô trên nền tảng chiếu phim trực tuyến của mình, Netflix đã đề nghị Pina và công ty sản xuất tiếp tục thực hiện các tập mới cho loạt phim vốn đã có kết thúc trọn vẹn. Các biên kịch mất hơn hai tháng để trả lời đề nghị của Netflix và vạch ra hướng đi mới cho loạt phim, trong đó có việc viết một cuốn kinh thánh về những ý tưởng chính cho các tập mới. Điều quan trọng khiến các nhà sáng tạo loạt phim chấp nhận lời đề nghị của Netflix là bởi họ nhận định rằng các nhân vật vẫn còn nhiều điều để nói, đồng thời họ cũng sẽ có cơ hội để đi xa hơn khỏi vụ trộm hoàn hảo của hai phần đầu tiên. Các nhà sản xuất cho rằng câu chuyện nên tiếp tục lấy bối cảnh ở Tây Ban Nha và họ muốn làm một phần phim hậu truyện thay vì tiếp nối một cách liền mạch, đồng thời cũng sẽ mang lại tình thân và tình cảm cho các nhân vật thay vì để họ là một nhóm người xa lạ như trước đây. Việc Rio bị bắt được chọn làm chất xúc tác để đưa cả nhóm trở lại với nhau vì anh với tư cách là bạn trai của người dẫn chuyện đã mang lại yếu tố cảm xúc cần thiết, do đó không khiến việc thực hiện phần sau của loạt phim giống như một hành động "tự sát".
Ngày 18 tháng 4 năm 2018, Netflix chính thức đưa ra tuyên bố làm mới loạt phim với kinh phí lớn hơn đáng kể đáng kể, điều có thể đã khiến phần 3 là mùa phim có kinh phí mỗi tập đắt nhất trong lịch sử truyền hình Tây Ban Nha, theo tờ Variety. Tháng 7 năm 2018, Pina khi này đang trong quá trình viết kịch bản phát biểu rằng ông đánh giá cao việc Netflix cho thực hiện các tập phim có độ dài từ 45 đến 50 phút vì câu chuyện sẽ được kể một cách súc tích hơn và thời lượng ngắn hơn cũng mang lại cho khán giả quốc tế trải nghiệm thoải mái hơn. Với nỗ lực của Netflix trong việc cải thiện chất lượng và tăng độ hấp dẫn cho phiên bản tiếng Anh của các bộ phim nước ngoài, cũng như hơn 70% khán giả của Phi vụ triệu đô ở Hoa Kỳ sử dụng tuỳ chọn lồng tiếng thay vì phụ đề, Netflix đã thuê một đội ngũ lồng tiếng mới cho phần 3 và để cho đồng bộ thì đã lồng tiếng lại cả hai phần đầu. Hãng này phát hành phần 3 với tám tập phim vào ngày 19 tháng 7 năm 2019. Một ngày trước đó, hai tập đầu của phần 3 cũng được chiếu tại rạp với số lượng giới hạn ở Tây Ban Nha.
Tháng 8 năm 2019, Netflix báo cáo rằng có 34 triệu hộ gia đình đã xem phần 3 chỉ sau một tuần ra mắt, trong đó có 24 triệu tài khoản đã xem hết tất cả các tập của phần 3 trong khoảng thời gian này, biến đây trở thành một trong những tác phẩm được xem nhiều nhất trong lịch sử của Netflix bất kể ngôn ngữ. Phần 3 có lượng người xem trong trong tháng đầu là 44 triệu hộ gia đình và là loạt phim phổ biến nhất tại các nước không nói tiếng Anh của Netflix trong quý 3 năm 2019. Loạt phim được cho là có tầm ảnh hưởng quan trọng đến số người dùng trên toàn cầu của Netflix (ước tính có khoảng 148 triệu tài khoản vào giữa năm 2019) cũng như chiến thuật của hãng trong việc thu hút người dùng quốc tế mà các tác phẩm bằng ngôn ngữ nước ngoài là một nhân tố. Tháng 10 năm 2019, Netflix xếp Phi vụ triệu đô là tác phẩm truyền hình được xem nhiều thứ ba của hãng trong 12 tháng qua và là bộ phim có lượng khán giả lớn nhất tại một số thị trường châu Âu như Pháp, Tây Ban Nha và Ý trong năm 2019. Twitter xếp loạt phim ở vị trí thứ tư trên bảng xếp hạng "Top các bộ phim truyền hình trên toàn thế giới" của năm 2019.
Phần thứ tư với tám tập phim vốn không được thông báo trước đã kết thúc quá trình ghi hình vào tháng 8 năm 2019. Álex Pina và Javier Gómez Santande tuyên bố rằng không giống như phần 3, khi loạt phim mới cập bến Netflix và cần thu hút khán giả bằng một cốt truyện giàu năng lượng, phần 4 sẽ diễn ra chậm rãi hơn và tập trung vào các nhân vật nhiều hơn. Một lần khác, Pina và nhà giám đốc sản xuất Lobato tiết lộ rằng phần 4 là phần "đau thương nhất trong tất cả" vì "sự căng thẳng nhiều cỡ này cần phải được bùng nổ một lúc nào đó." Flores cho biết trước đó trong phần 3 biên kịch đã nhiều lần nhượng bộ người hâm mộ, nhưng sẽ đi ngược lại mong muốn của khán giả trong phần 4 và “ai yêu quý Nairobi sẽ phải đau lòng”. Theo Alonso, trọng tâm của phần 4 là cứu mạng Nairobi và sát cánh cùng nhau để sống sót. Phần 4 công chiếu vào ngày 3 tháng 4 năm 2020. Cùng ngày, một tập phim tài liệu có sự tham gia của các nhà sản xuất và dàn diễn viên được phát hành trên Netflix với tựa đề Phi vụ triệu đô: Một hiện tượng. Phần 4 đã phá vỡ nhiều kỷ lục về lượng người xem cho một loạt phim không nói tiếng Anh của Netflix với 65 triệu hộ gia đình đã xem phim trong bốn tuần đầu tiên, trở thành loạt phim không nói tiếng Anh được xem nhiều nhất tại thời điểm đó. Với phần 4, Phi vụ triệu đô là loạt phim được xem nhiều thứ hai trên Netflix, xếp sau mùa 1 của Thợ săn quái vật với 76 triệu lượt xem.
Tháng 10 năm 2019, các tờ báo Tây Ban Nha ABC và La Vanguardia dẫn lại khẳng định của trang web formulatv.com rằng Netflix đã làm mới loạt phim với phần 5 và quá trình tiền sản xuất đã bắt đầu. Tháng 11 năm 2019, La Vanguardia trích lại tuyên bố của đạo diễn Colmenar: "Có thể nói rằng sẽ có [phần] thứ năm" và phần phim mới sẽ được quay sau khi Vancouver Media hoàn thành dự án Sky Rojo. Cả Colmenar và Pina đều tiết lộ rằng đã có sự thảo luận với Netflix về việc thực hiện các phần phim spin-off. Trong một cuộc phỏng vấn vào tháng 12 năm 2019, Pina và biên kịch Lobato không chia sẻ về khả năng thực hiện phần 5 vì lí do bảo mật hợp đồng, mà chỉ phát biểu: "Có ai đó biết rằng sẽ có [phần 5], nhưng chúng tôi thì không." Ngày 31 tháng 7 năm 2020, Netflix chính thức làm mới loạt phim bằng phần thứ năm và cũng là phần cuối cùng, với Pina khẳng định đây sẽ là phần phim xuất sắc nhất khi cuộc chiến chạm đến đỉnh điểm. Ông cũng chia sẻ rằng các nhà sản xuất đã dành một năm để suy nghĩ về cách băng trộm tan rã và làm thế nào để đưa nhiều nhân vật trong đó có Giáo sư vào những tình huống nan giải. Ngày 24 tháng 5 năm 2021, Netflix thông báo rằng phần 5 sẽ được phát hành thành hai tiểu phần, mỗi tiểu phần năm tập lần lượt vào ngày 3 tháng 9 và ngày 3 tháng 12 năm 2021. Tương tự như Phi vụ triệu đô: Một hiện tượng, một bộ phim tài liệu gồm hai phần với sự tham gia của các nhà sản xuất và dàn diễn viên được công chiếu cùng ngày trên Netflix, có tựa đề Phi vụ triệu đô: Từ Tokyo đến Berlin.

## Tương lai

### Chuyển thể bản Hàn Quốc
Tháng 11 năm 2020, Netflix công bố kế hoạch sản xuất bộ phim chuyển thể bản Hàn Quốc của Phi vụ triệu đô, có tựa đề Phi vụ triệu đô: Hàn Quốc. BH Entertainment và Contents Zium sẽ hợp tác sản xuất 12 tập phim dưới sự chỉ đạo của đạo diễn Kim Hong-sun. Quá trình sản xuất bản chuyển thể đã bị trì hoãn do đại dịch COVID-19 tại Hàn Quốc.
Vào ngày 29 tháng 4 năm 2022, Netflix tiết lộ rằng Phi vụ triệu đô: Hàn Quốc - Khu vực Kinh tế chung sẽ được phát hành vào ngày 24 tháng 6 năm 2022.

### Loạt spin-off
Vào tháng 11 năm 2021, Netflix thông báo rằng họ sẽ sản xuất một loạt spin-off mang tên Berlin, sẽ được phát hành vào năm 2023.

## Đón nhận

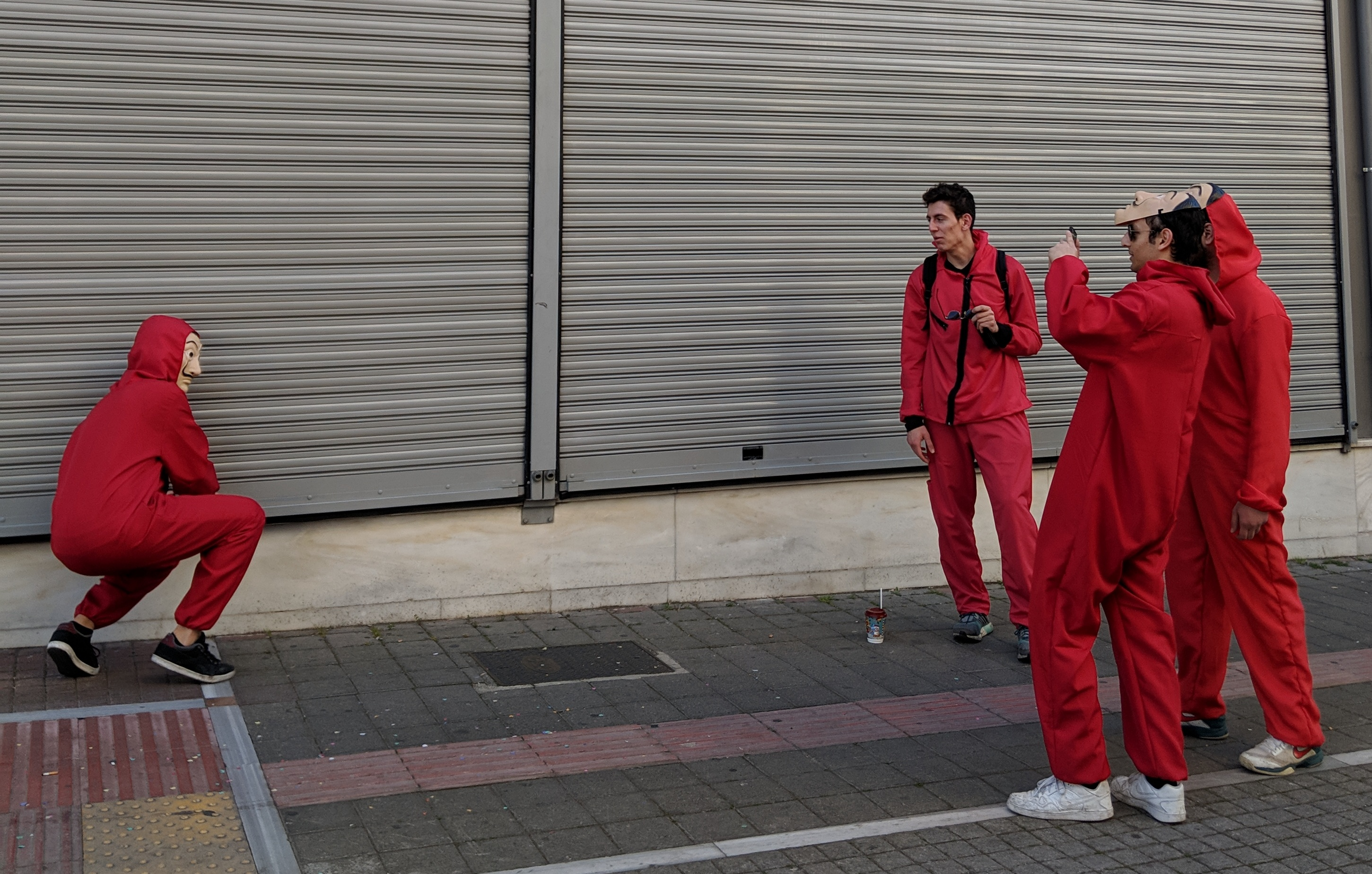
Cosplay ở Patras, Hy Lạp vào năm 2019.

### Phản hồi từ khán giả
Sau khi cập bến Netflix, Phi vụ triệu đô giữ vị trí là tác phẩm truyền hình được theo dõi nhiều nhất trên nền tảng này trong sáu tuần liên tiếp và trở thành một trong những loạt phim phổ biến nhất trên IMDb. Loạt phim thường xuyên lọt top thịnh hành toàn thế giới trên Twitter mà phần nhiều là nhờ được những người nổi tiếng nhắc đến, trong đó có các cầu thủ bóng đá Neymar và Marc Bartra, ca sĩ người Mỹ Romeo Santos và tiểu thuyết gia kinh dị nổi tiếng Stephen King. Người dùng mạng xã hội đăng tải lượng lớn các phương tiện truyền thông cho thấy họ mặc trang phục của nhóm trộm; bộ trang phục này cũng được sử dụng tại Lễ hội Rio Carnival. Những biểu ngữ lớn in hình Dalí xuất hiện tại các sân vận động bóng đá ở Ả Rập Xê Út. Các thước phim tài liệu về những sự kiện này đã xuất hiện trong phần 3 của loạt phim như một sự tri ân tới thành công quốc tế mà người hâm mộ đã mang lại cho tác phẩm. Bảo tàng Grévin ở Paris đã trưng bày các bức tượng của nhóm trộm tại bảo tàng sáp của mình vào mùa hè năm 2018. Hình ảnh biểu tượng của loạt phim cũng được nhiều bên thứ ba sử dụng để quảng cáo hay làm đại diện trong thể thao và thậm chí là trong phim khiêu dâm.
Loạt phim cũng đã mang lại một số ảnh hưởng tiêu cực. Nhiều cuộc tấn công ngoài đời thực đã xảy ra trong đó kẻ cướp mặc bộ trang phục màu đỏ và đeo mặt nạ Dalí thương hiệu của loạt phim, cũng như bắt chước kế hoạch đột nhập ngân hàng của băng trộm hư cấu. Vì lý do này, trang phục của nhóm trộm đã bị cấm tại Lễ hội Limassol Carnival 2019 để đảm bảo an ninh. Trong một cuộc tấn công trên YouTube, tin tặc đã xóa ca khúc "Despacito" và để lại một hình ảnh của loạt phim. Ở Thổ Nhĩ Kỳ, một nhà báo của kênh truyền hình AkitTV và cựu thị trưởng thủ đô Ankara đều đưa ra cảnh báo cho rằng loạt phim nhiều khả năng là một sự khuyến khích khủng bố và là "biểu tượng nguy hiểm của sự nổi loạn".
Tờ báo Tây Ban Nha El Mundo nhận định phản hồi của công chúng phản ánh "xu hướng suy thoái của tín ngưỡng trên toàn cầu" khi nhóm trộm đại diện cho "những kẻ phản anh hùng hoàn hảo", còn tờ New Statesman giải thích lượng lớn khán giả quốc tế mà loạt phim có được là nhờ "khắc hoạ những vấn đề căng thẳng về mặt xã hội và kinh tế, cũng như mang lại một lối thoát không tưởng." Phản hồi của khán giả đặc biệt nhiều ở khu vực Địa Trung Hải của châu Âu và các nước Mỹ Latinh như Tây Ban Nha, Ý, Pháp, Bồ Đào Nha, Brasil, Chile và Argentina, do đó việc tiếng Tây Ban Nha là một ngôn ngữ phổ biến không được xem là lý do chung cho sự thành công của loạt phim. Santander và Alonso cho rằng thế giới Latinh từng cảm thấy bản thân nằm ngoài khả năng gây ảnh hưởng trên toàn cầu, nhưng giờ đây Tây Ban Nha hoàn toàn có thể cạnh tranh với các đối thủ trên thế giới trong việc sản xuất sản phẩm truyền thông.
Netflix đã hợp tác với thương hiệu trò chơi điện tử bắn súng chiến thuật Tom Clancy's Rainbow Six Siege để ra mắt một sự kiện thuộc trò chơi mà trong đó các con tin ở ngân hàng mặc bộ trang phục đỏ và đeo chiếc mặt nạ thương hiệu của loạt phim, ngoài ra ca khúc "Bella ciao" cũng được sử dụng làm nhạc nền cho sự kiện. Người chơi có thể mua trang phục và phụ kiện có liên quan đến loạt phim cho hai nhân vật chính của trò chơi.

### Đánh giá chuyên môn
Phần mở đầu của loạt phim trên sóng Antena 3 chủ yếu được truyền thông Tây Ban Nha dành lời khen ngợi. Nayín Costas của El Confidencial gọi tập mở đầu là một sự khởi đầu đầy hứa hẹn và cuốn hút người xem khi "vừa kích thích, vừa đủ hài hước mà cũng rất căng thẳng", nhưng cũng cho rằng sẽ là một thách thức để duy trì sự kịch tính cho tới cuối loạt phim. Dù đánh giá rằng phần lời thuyết minh được lồng tiếng là không cần thiết cũng như khâu chỉnh sửa âm thanh và hội thoại còn thiếu sót, Natalia Marcos của El País dành sự yêu thích cho dàn diễn viên và sự tham vọng của loạt phim: "Thật là vô cùng liều lĩnh, táo bạo mà thú vị, ít nhất là khi bộ phim mới bắt đầu." Cô cũng khen ngợi phần đầu của loạt phim vì có hướng đi xuất sắc và nỗ lực mang lại sự đổi mới cho phim truyền hình Tây Ban Nha. Khi loạt phim đi vào những tập cuối của quá trình phát sóng trên truyền hình, Costas dành lời khen cho tác phẩm vì đã mang lại một "kết thúc chất lượng cao", nhưng bày tỏ sự nuối tiếc vì loạt phim đã đi theo hướng an toàn để làm hài lòng người xem bằng một cái kết có hậu dễ đoán trước thay vì dám mạo hiểm để "làm điều gì đó khác biệt, độc nhất và tham vọng", và rằng bộ phim đã không thể tiếp nối bước chân của Vis a Vis.